# التلفزة في الأردن
تهيمن القنوات الفضائية العربية على التلفزة في الأردن، حيث تمثل القنوات الأرضية 16 بالمائة من الأسر التلفزيونية في البلاد. هناك 29 قناة فضائية مجانية مقرها في الأردن. يعد انتشار التلفزيون المدفوع منخفضًا، حيث يقدر بـ 4 بالمائة في عام 2011.
هيئة الإذاعة الحكومية هي مؤسسة الإذاعة والتلفزيون الأردنية، وهي تدير قناة محلية وتبث دولياً عبر القناة الفضائية الأردنية.
تبث قناة رؤيا المحلية المستقلة الأخبار المحلية والدراما ومجموعة متنوعة من البرامج السياسية والاجتماعية والاقتصادية.

## تاريخ
في 27 أبريل 1968م، افتتاح محطة التلفاز في الأردن بمنطقة أم الحيران من طرف الملك الحسين بن طلال.
عام 1974م، بداية استخدام تقنية التلفاز الملون.
عام 1993 أُنشأت قناة الفضائية الأردنية. وأنشأت القناة الثالثة.
وفقًا لنتائج مسح السكان والصحة الأسرية لعامي 2017 و2018، كان هناك نسبة تبلغ 74 بالمائة من النساء و68 بالمائة من الرجال يتابعون برامج التلفزيون مرة واحدة في الأسبوع على على الأقل.
2023، توجد 23 محطة فضائية مرخصة في الأردن

## قائمة القنوات الرئيسة
وبلغ عدد القنوات الفضائية التي تبث من الأردن 45 قناة نهاية عام 2015. وهذه قائمة بأهم القنوات التلفزيونية الأردنية:
| رقم | القناة                 | البث        | سنة التأسيس | المالك                           | التخصص                            | مرجع  |
| --- | ---------------------- | ----------- | ----------- | -------------------------------- | --------------------------------- | ----- |
| 1   | التلفزيون الأردني      | فضائي وأرضي | 1968        | مؤسسة الإذاعة والتلفزيون الأردني | عامة                              |       |
| 2   | قناة نون               | فضائي       | 2013        | عمر الصعيدي                      | أطفال                             |       |
| 3   | قناة اليرموك           | فضائي       | 2012        | قناة خاصة                        | إخبارية متنوعة                    |       |
| 4   | الحقيقة الدولية        | فضائي       | 2005        | قناة خاصة                        | عامة                              | [ 7 ] |
| 5   | قناة نورمينا           | فضائي       | 2004        | قناة خاصة                        | الترفيه والسياحة والثقافة والفنون |       |
| 7   | قناة سفن ستار الفضائية | فضائي       |             |                                  | إخبارية                           |       |
| 8   | تلفزيون رؤيا           | فضائي       | 2011        | قناة خاصة                        | عامة                              | [ 8 ] |
| 9   | قناة المملكة           | فضائي       | 2018        | قناة حكومية                      | إخبارية                           |       |
| 10  | عمان تي في             | فضائي       | 2017        | المجموعة العربية للبث الفضائي    | عامة                              |       |
| 11  | طيور الجنة             | فضائي       | 2008        | خالد مقداد                       | أطفال                             |       |
| 12  | طيور بيبي              | فضائي       | 2012        | خالد مقداد                       | أطفال                             |       |